# Travesti (identité latino-américaine)

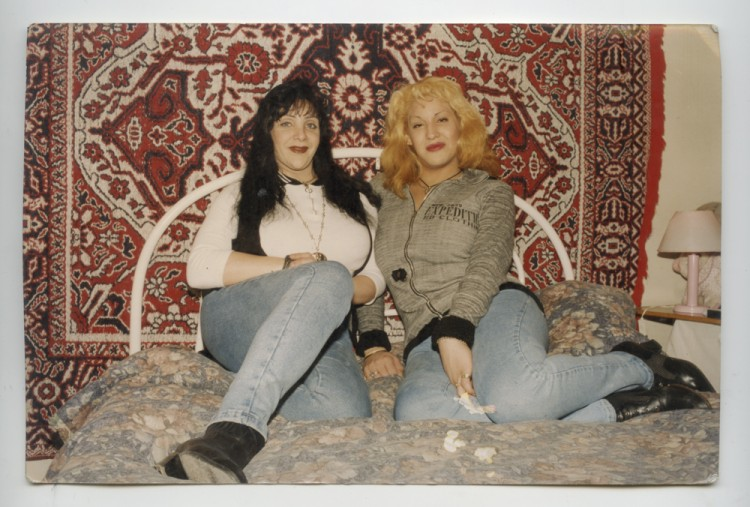
Les fondatrices de la Asociación de Travestis de Argentina, Claudia Pía Baudracco et María Belén Correa, en 1993.

Dans le monde latino-américain, l’identité de travesti (en espagnol: /tɾaˈbesti/, en portugais brésilien: /tɾa.vesˈt͡ʃi/) est un marqueur social et politique de dissidence avec le genre masculin. En général, les travestis se genrent au féminin et vivent de manière féminine en permanence, mais ne se reconnaissent pas ou pas complètement en tant que femmes. Il n’y a pas de définition unique. Le mouvement pour les droits des travestis émerge dans les années 1990 parmi les travailleuses du sexe d’Amérique latine. Il prend particulièrement son essor en Argentine et au Brésil.

## Histoire

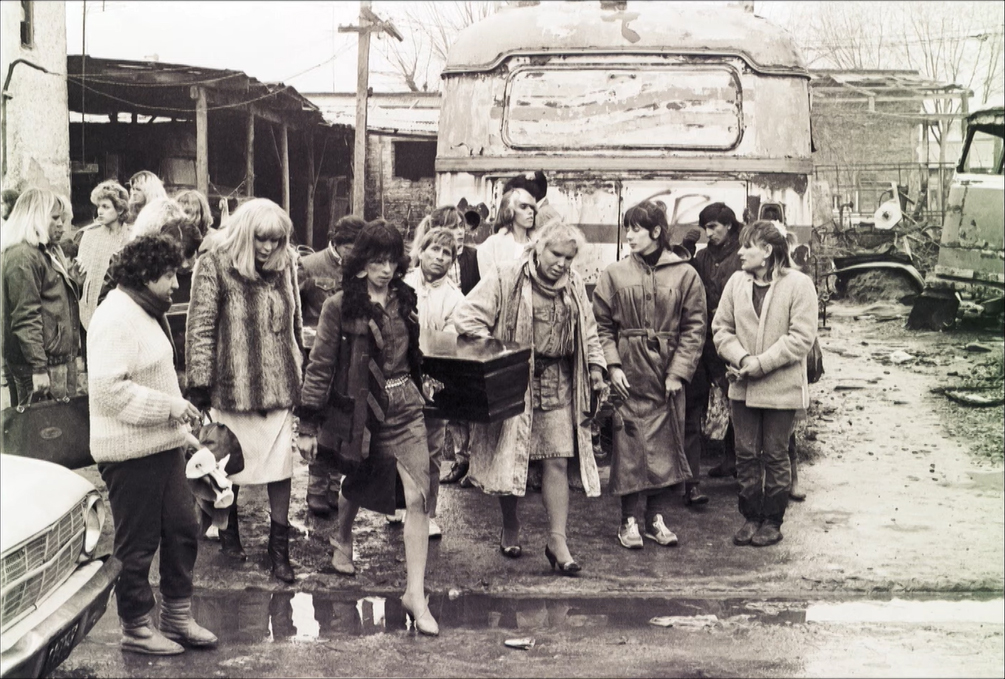
Enterrement de Nancy de Martelli en 1987 à Buenos Aires.

À partir des années 1990, les personnes stigmatisées comme travestis en Amérique latine forment des collectifs militants pour réclamer la liberté et l’égalité. Elles s’approprient le terme de travestis, qui était une insulte : 
« El término ‘travesti’ ha sido y sigue siendo utilizado como sinónimo de sidosa, ladrona, escandalosa, infectada, marginal. Nosotras decidimos darle nuevos sentidos a la palabra travesti y vincularla con la lucha, la resistencia, la dignidad y la felicidad »
« Le terme travesti a été et est encore aujourd’hui utilisé comme synonyme de malade du sida, de voleuse, de scandaleuse, d’infectée, de marginale. Nous avons décidé de donner de nouveaux sens au mot travesti et de le lier à la lutte, à la résistance, à la dignité et au bonheur. »

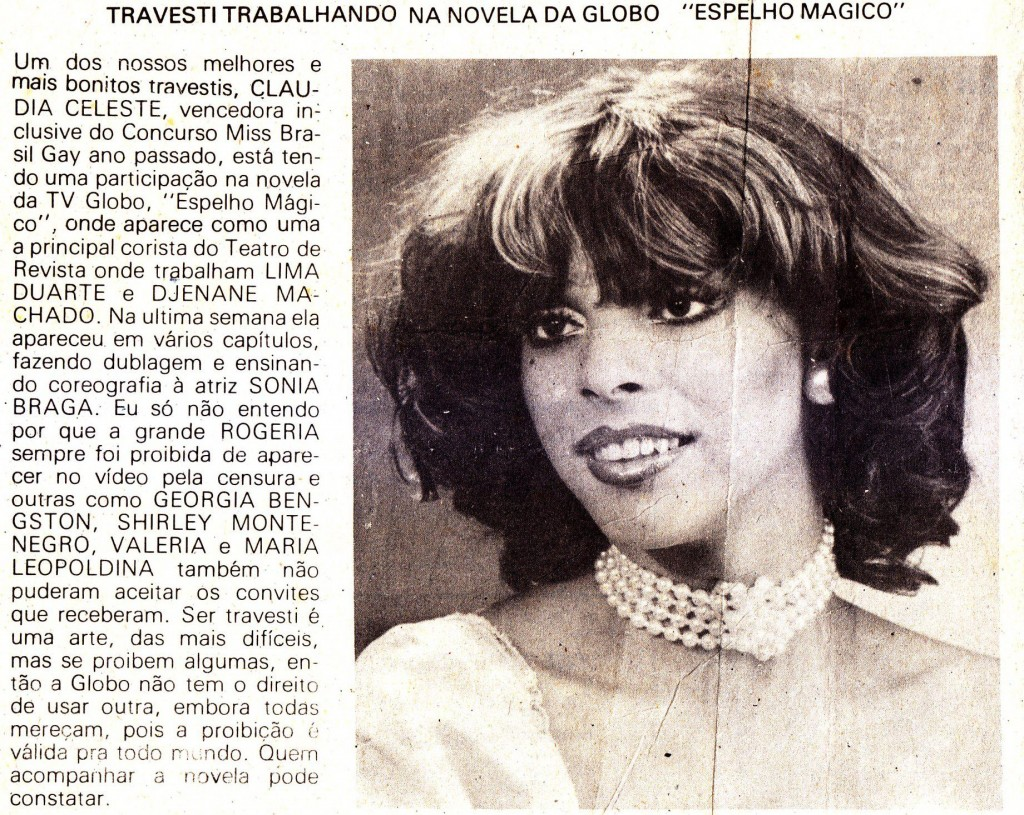
Coupure de journal de 1977 sur, utilisant le terme travesti au masculin. Les travestis, elles, emploient plutôt ce mot au féminin.

Le choix de ce terme comme un marqueur spécifiquement latino-américain est aussi un moyen de dépasser les catégories de transsexuelle et de transgenre, qui sont perçues par certaines travestis comme des identités nord-américaines et européennes. Le mouvement travesti met particulièrement l’accent sur la nécessité de « déstabiliser les catégories d’homme et de femme ».
En 1993, l’Asociación de Travestis Argentinas est créée, et constitue la première organisation exclusivement travesti d’Argentine. En 2007, le premier journal travesti, El Teje, est imprimé.

## Politique
Lohana Berkins en 2006 publie son article « Travestis: una identidad política », dans lequel elle explique que l’identité de travesti est un marqueur politique qui prend sens dans le contexte spécifique de l’histoire latino-américaine. Berkins ne postule pas l’existence d’une identité travesti unique englobante. Elle fait plutôt remarquer que certaines conditions matérielles et symboliques sur l’ensemble du continent ont mené à des positionnements travesti similaires. Elle écrit:
« Cuando pensamos en el travestismo latinoamericano pensamos en un fenómeno complejo y dinámico, y nos referimos a sujetas atravesadas por relaciones de privilegio y opresión propias de cada sociedad y de cada momento histórico particular. »
« Quand nous pensons au transvestisme latino-américain, nous pensons à un phénomène complexe et dynamique, et nous nous référons à des sujettes traversées par des relations de privilège et d’oppression propres à chaque société et à chaque moment historique particulier. »
En tant qu’identité cuir, le travestisme latino-américain ne peut pas être défini de manière fixe. Il est à la fois apparenté à la transféminité et aux identités non-binaires, et peut être compris comme une manière de fuir les normes de genre ou de trahir le patriarcat. Le mot travesti est lié à d’autres termes stigmatisant une prétendue déviance sexuelle, par exemple maricón, marica, maricona, mariquita, ou puto.

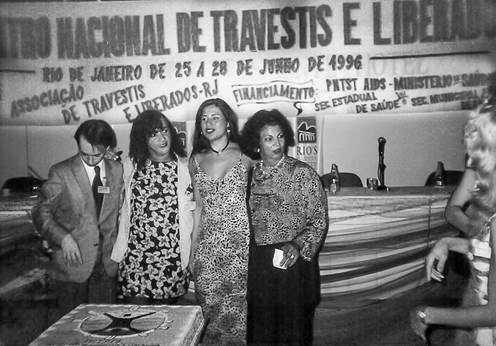
L'Associação de Travestis e Liberados (pt) de Rio de Janeiro en 1996, lors d'un évènement de lutte contre le sida.
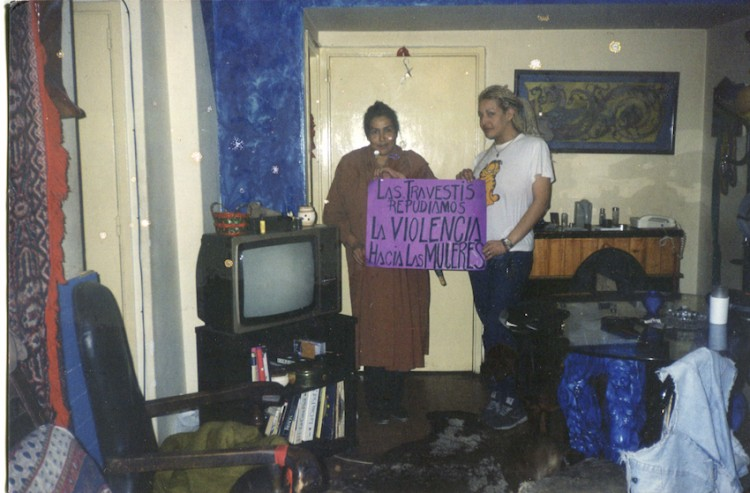
María Belén Correa (en) et Lohana Berkins en 1998, tenant une pancarte contre les violences faites aux femmes.
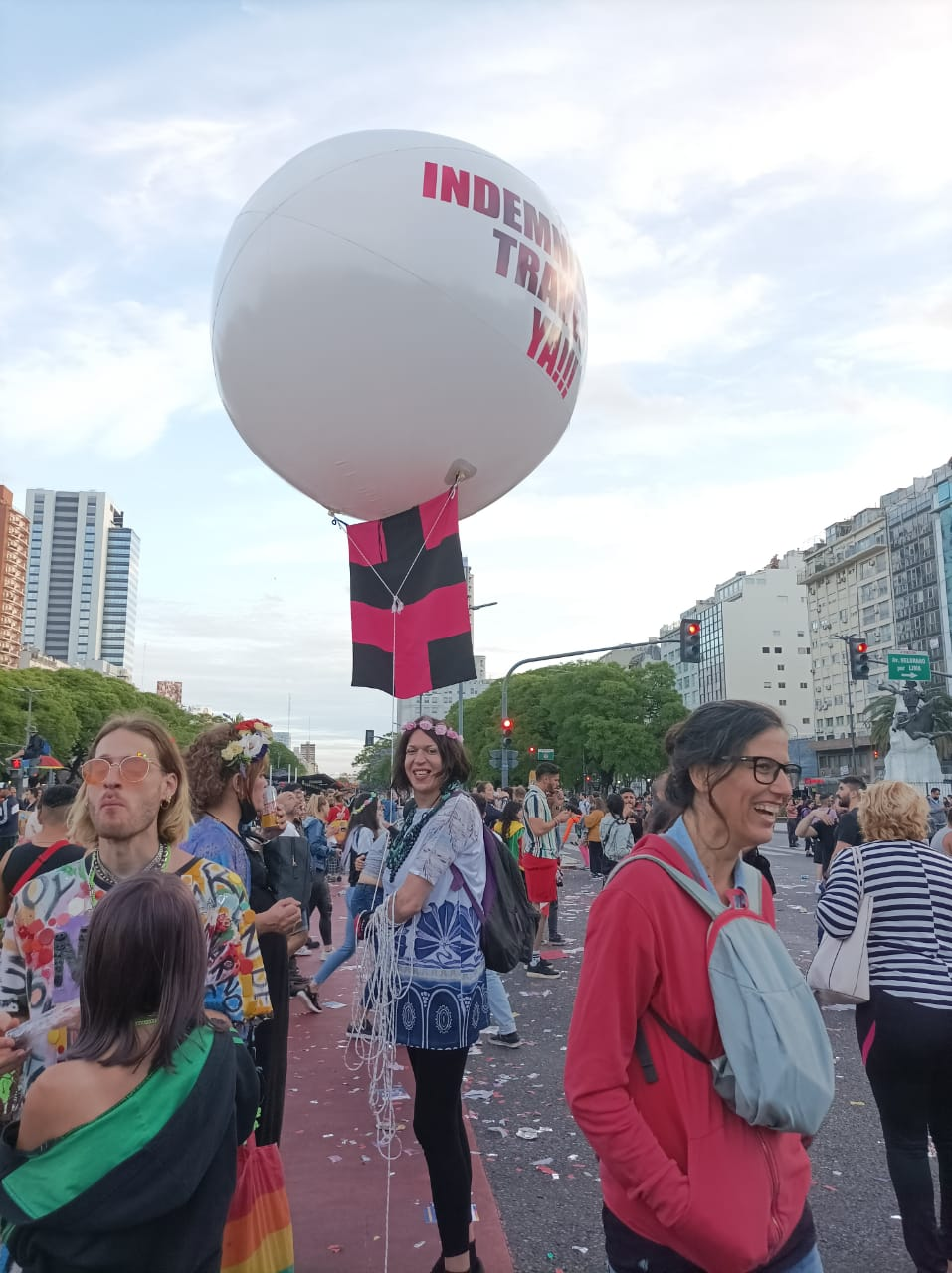
Marlene Wayar (es) en 2021, arborant un des drapeaux de la communauté travesti (en fuchsia et noir).

## Droit
Les familles et les institutions éducatives en Amérique latine ont tendance à exclure les personnes en dissidence avec le genre masculin. Privées de ressources sociales, ces personnes marginalisées se tournent davantage vers le travail du sexe que d’autres catégories de la population. Le travail du sexe étant relégué à l’illégalité, les travestis qui y ont recours sont précarisées et exposées à des violences.

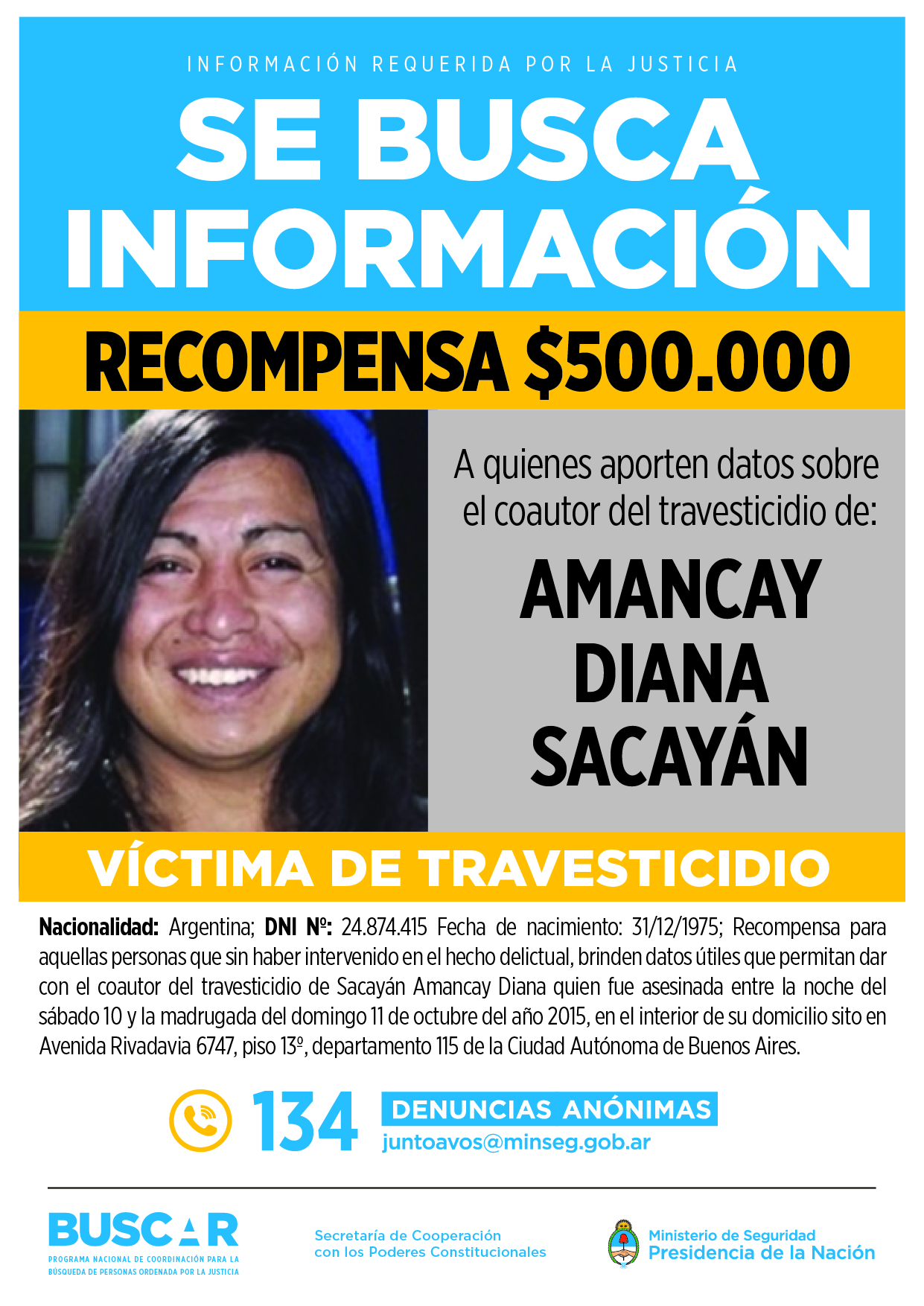
Avis de recherche pour le meurtrier de Diana Sacayán après le travesticidio de cette dernière.

En 2015, la justice argentine reconnaît le meurtre de Diana Sacayán comme un travesticide. La même année, la loi Diana Sacayán - Lohana Berkins est votée au Parlement argentin, instituant notamment une obligation d’employer au moins 1% de personnes trans et travesti.

## Culture, arts et littérature
Au Brésil, les travestis parlent couramment une variété de pajubá (pt), mais considèrent que cela ne fait pas partie de leur idéal de beauté. Les travestis les plus admirées au sein de la communauté, qui tiennent souvent des blogs en ligne, sont appelées « top » ou « européia ». Beaucoup de travestis considèrent que la prise d’hormones et les injections de silicone sont désirables, mais que la vaginoplastie est inutile. Les travestis au sens latino-américain ne sont pas des adeptes du travestissement fétichiste, car elles aspirent à vivre en permanence comme des femmes. La culture travesti est construite au sein de communautés solidaires urbaines, où des relations de mère-fille sont parfois nouées.
Les relations amoureuses et sexuelles avec des hommes reprennent parfois des attentes de masculinité traditionnelle (avec par exemple la catégorie des « maridos », les maris) mais en même temps s’en distancient (par exemple avec les amants appelés « vícios »). Certaines travestis ont aussi des relations de couple entre elles.

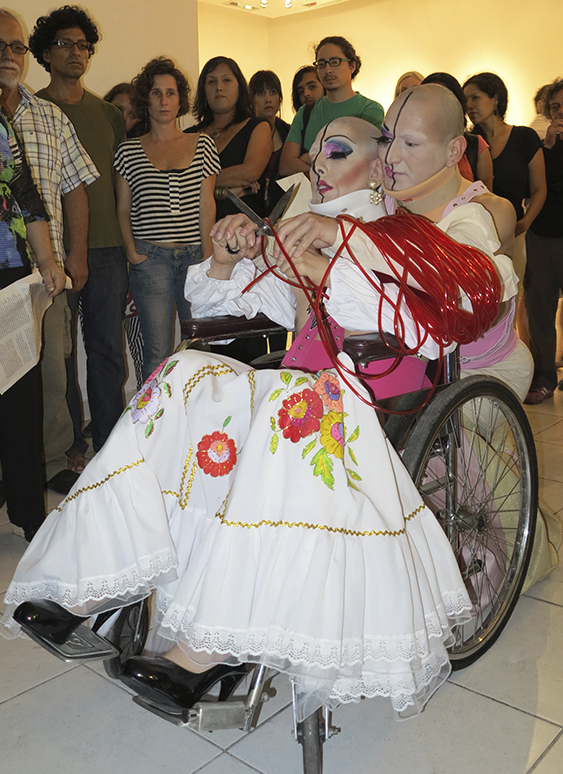
Giuseppe Campuzano (à gauche) avec Germain Machuca, lors d’une représentation du Museo Travesti del Perú.

En 2003, Giuseppe Campuzano crée le Museo Travesti del Perú (es), une exposition et performance itinérante.
Le roman Las malas (es) de Camila Sosa Villada, publié en 2019, raconte la vie d’un groupe de travestis travailleuses du sexe en Argentine. Il est inspiré de la propre vie de l’autrice. D’autres œuvres latino-américaines présentent des personnages de travestis, par exemple Salón de belleza (es) de Mario Bellatin, Sirena Selena vestida de pena de Mayra Santos-Febres, El rey de la Habana de Pedro Juan Gutiérrez ou Tengo miedo, torero (es) de Pedro Lemebel. En 2009, John Better Armella publie Locas de felicidad: Crónicas travestis y otros relatos.

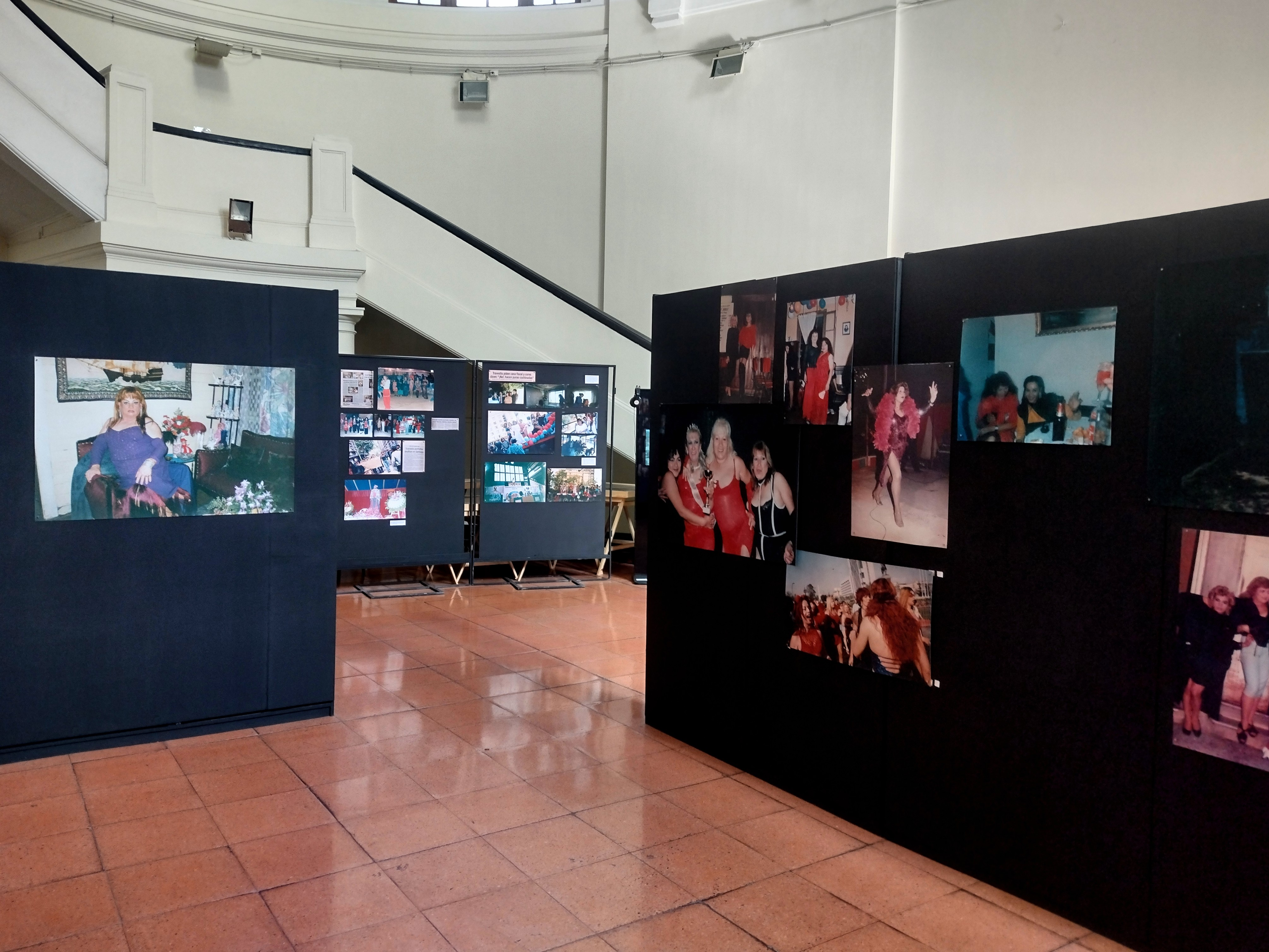
L’exposition Fuerza Travesti Organizada aux Archives nationales du Chili sur le, une organisation de travailleuses du sexe.